# 伸思伯八
伸思伯八（？—1288年），元朝蒙古牧民起事首领，蒙古族。
伸思伯八原为元世祖的儿子爱牙赤位下的千户。至元二十五年（1288年），蒙古牧民和站户不堪忍受驿站的沉重劳役和各种需索，在伸思伯八率领下起事，断绝驿道，使得平常只用三日的路程得绕道走一个月之久，阻滞了当地与各地的联系和运输，给当地领主以一定打击。后起事被元朝官军镇压，以图谋不轨之罪将伸思伯八杀害。